# Antoine de Saint-Exupéry
Antoine Marie Roger de Saint-Exupéry (Lyon, 29. lipnja 1900. – nestao iznad Sredozemlja, 31. srpnja 1944.), francuski pisac i zrakoplovac. Poznat je i kao Saint-Ex. 
Rođen je u plemićkoj obitelji. Otac mu je bio grof Jean-Marc de Saint-Exupéry (1863–1904), ali je umro kad je Antoine imao četiri godine pa je obitelj razmjerno skromno živjela. Imao je tri sestre i jednog brata. Nakon školovanja počeo je 1921. svoju vojnu karijeru, najprije u francuskoj kopnenoj vojsci, a zatim u zrakoplovstvu, gdje je dočekao Drugi svjetski rat.
Poletio je s Korzike 31. srpnja 1944. godine u izviđačkom avionu P-38 i nestao negdje nad Sredozemljem kod Marseillea. De Saint Exupery autor je više romana o zrakoplovstvu i drugih proza prožetih strašću za letom, ljepotom i slobodom. 
Najboljim mu se djelima smatraju knjiga pripovjedaka "Zemlja ljudi" i za mnoge, najljepši dječji roman "Mali princ". Exupery se zrakoplovstvom počeo baviti dvadesetih godina, nakon što je bio odbijen u mornarici. Sudjelovao je u pionirskim pothvatima uspostave prvih redovitih poštanskih zračnih linija u Južnoj Americi i Africi, a zatim je neko vrijeme živio na Long Islandu gdje je i nastao "Mali princ".

## Djela
- Zrakoplovac (L'aviateur, 1926.)
- Pošta za jug (Courrier sud, 1929.)
- Noćni let (Vol de nuit, 1931.)
- Zemlja ljudi (Terre des Hommes, 1939.)
- Pilot iz Guerrere (Pilote de Guerre, 1942.)
- Pismo taocu (Lettre à un Otage, 1943.)
- Mali princ (Le Petit Prince, 1943.)
- Citadelle (1948.)